# Svømning under sommer-OL 2020 – 4x200 m fri (herrer)
4x200 m fri for herrer under Sommer-OL 2020 fandt sted den 27. juli - 28. juli 2021 i Tokyo Aquatics Centre.

## Turneringsformat
Konkurrencen bliver afviklet med indledende heats og finale. Efter de indledende heats går de 8 bedste tider videre til finalen, hvor medaljerne bliver fordelt.

## Tidsplan
Nedenstående tabel viser tidsplanen for afvikling af konkurrencen:
Alle tider er japansk standard tid (UTC+9)
| Dato     | Tid   | Runde  |
| -------- | ----- | ------ |
| 27. juli | 19:58 | Heats  |
| 28. juli | 12:26 | Finale |

## Resultater

### Heats
| Nr. | Heat | Bane | Navn                      | Nationalitet                                                                                                   | Tid     | Noter |
| --- | ---- | ---- | ------------------------- | --- | ------- | ----- |
| 1   | 2    | 3    | Storbritannien            | Matthew Richards (1:46.35) James Guy (1:44.66) Calum Jarvis (1:45.53) Thomas Dean (1:46.71)                    | 7:03.25 | Q     |
| 2   | 2    | 4    | Australien                | Alexander Graham (1:45.72) Mack Horton (1:47.51) Elijah Winnington (1:46.19) Zac Incerti (1:45.58)             | 7:05.00 | Q     |
| 3   | 1    | 5    | Italien                   | Stefano Di Cola (1:47.00) Matteo Ciampi (1:45.64) Marco De Tullio (1:46.78) Filippo Megli (1:45.63)            | 7:05.05 | Q     |
| 4   | 1    | 4    | Ruslands Olympiske Komité | Mikhail Dovgalyuk (1:46.56) Aleksandr Krasnykh (1:46.78) Ivan Girev (1:45.71) Mikhail Vekovishchev (1:46.11)   | 7:05.16 | Q     |
| 5   | 2    | 5    | USA                       | Drew Kibler (1:46.12) Andrew Seliskar (1:46.17) Patrick Callan (1:47.12) Blake Pieroni (1:46.21)               | 7:05.62 | Q     |
| 6   | 1    | 7    | Schweiz                   | Antonio Djakovic (1:46.41) Nils Liess (1:47.23) Noè Ponti (1:47.11) Roman Mityukov (1:45.84)                   | 7:06.59 | Q     |
| 7   | 2    | 2    | Tyskland                  | Lukas Märtens (1:47.27) Poul Zellmann (1:45.80) Henning Mühlleitner (1:48.11) Jacob Heidtmann (1:45.58)        | 7:06.76 | Q     |
| 8   | 2    | 6    | Brasilien                 | Luiz Altamir Melo (1:48.01) Fernando Scheffer (1:46.09) Murilo Sartori (1:46.76) Breno Correia (1:46.87)       | 7:07.73 | Q     |
| 9   | 1    | 3    | Kina                      | Ji Xinjie (1:47.14) Hong Jinquan (1:48.17) Zhang Ziyang (1:46.89) Wang Shun (1:46.07)                          | 7:08.27 |       |
| 10  | 1    | 1    | Israel                    | Denis Loktev (1:46.64) Daniel Namir (1:47.41) Tomer Frankel (1:48.19) Gal Cohen Groumi (1:46.41)               | 7:08.65 | NR    |
| 11  | 1    | 6    | Frankrig                  | Jordan Pothain (1:47.30) Hadrien Salvan (1:48.09) Enzo Tesic (1:46.84) Jonathan Atsu (1:46.65)                 | 7:08.88 |       |
| 12  | 2    | 7    | Japan                     | Konosuke Yanagimoto (1:48.50) Katsuhiro Matsumoto (1:45.35) Kosuke Hagino (1:47.90) Kotaro Takahashi (1:47.78) | 7:09.53 |       |
| 13  | 2    | 1    | Sydkorea                  | Lee Yoo-yeon (1:49.55) Hwang Sun-woo (1:48.88) Kim Woo-min (1:49.24) Lee Ho-joon (1:47.36)                     | 7:15.03 |       |
| 14  | 2    | 8    | Irland                    | Jack McMillan (1:46.66) Finn McGeever (1:48.46) Brendan Hyland (1:51.28) Shane Ryan (1:49.08)                  | 7:15.48 |       |
| 15  | 1    | 8    | Polen                     | Kacper Majchrzak (1:49.32) Jakub Kraska (1:47.94) Kamil Sieradzki (1:50.44) Radosław Kawęcki (1:51.21)         | 7:18.91 |       |
| 16  | 1    | 2    | Ungarn                    | Balázs Holló (1:47.41) Gabor Zombori (1:47.27) Dominik Kozma Richárd Márton                                    | DSQ     |       |

### Finale
| Placering                        | Bane | Nation                    | Svømmere                                                                                                 | Tid     | Noter |
| -------------------------------- | ---- | ------------------------- | --- | ------- | ----- |
| 1                                | 4    | Storbritannien            | Thomas Dean (1:45.72) James Guy (1:44.40) Matthew Richards (1:45.01) Duncan Scott (1:43.45)              | 6:58.58 |       |
| 2. plads, sølvmedaljemodtager(e) | 6    | Ruslands Olympiske Komité | Martin Malyutin (1:45.69) Ivan Girev (1:45.63) Evgeny Rylov (1:45.26) Mikhail Dovgalyuk (1:45.23)        | 7:01.81 |       |
| 3                                | 5    | Australien                | Alexander Graham (1:46.00) Kyle Chalmers (1:45.35) Zac Incerti (1:45.75) Thomas Neill (1:44.74)          | 7:01.84 |       |
| 4                                | 2    | USA                       | Kieran Smith (1:44.74) Drew Kibler (1:45.51) Zach Apple (1:47.31) Townley Haas (1:44.87)                 | 7:02.43 |       |
| 5                                | 3    | Italien                   | Stefano Ballo (1:45.77) Matteo Ciampi (1:45.88) Filippo Megli (1:45.33) Stefano Di Cola (1:46.26)        | 7:03.24 |       |
| 6                                | 7    | Schweiz                   | Antonio Djakovic (1:45.77) Nils Liess (1:47.74) Noè Ponti (1:46.93) Roman Mityukov (1:45.68)             | 7:06.12 | NR    |
| 7                                | 1    | Tyskland                  | Lukas Märtens (1:46.68) Poul Zellmann (1:46.30) Henning Mühlleitner (1:48.04) Jacob Heidtmann (1:45.49)  | 7:06.51 |       |
| 8                                | 8    | Brasilien                 | Fernando Scheffer (1:45.93) Murilo Sartori (1:46.09) Breno Correia (1:48.11) Luiz Altamir Melo (1:48.09) | 7:08.22 |       |